# George Cafego
George Cafego (Whipple, 29 agosto 1915 – Knoxville, 9 febbraio 1998) è stato un giocatore di football americano statunitense che ha giocato nel ruolo di quarterback nella National Football League (NFL). Fu la prima scelta assoluta del Draft NFL 1940 da parte dei Chicago Cardinals. Al college giocò a football all'Università del Tennessee.

## Carriera professionistica
Cafego fu scelto dai Chicago Cardinals come primo assoluto nel Draft NFL 1940 ma finì per firmare coi Brooklyn Dodgers. Dopo una sola stagione la sua carriera fu interrotta per un breve periodo nell'esercito durante la seconda guerra mondiale. Durante quel periodo apparve in diverse gare dei Newport News Builders della Dixie League. Tornato ai Dodgers nel 1943, fu scambiato coi Washington Redskins dopo cinque gare poco spettacolari. Le stagioni 1944 e 1945, Cafego le passò coi Boston Yanks prima di ritirarsi.

## Vittorie e premi
- College Football Hall of Fame

## Statistiche
| Yard passate  | 966  |
| Touchdown     | 5    |
| Intercetti    | 16   |
| Passer rating | 37,7 |